# ولفو
ولفو (به آلمانی: Wolfau) یک منطقهٔ مسکونی در اتریش است که در ناحیه اوبروارت واقع شده‌است. ولفو ۱٬۳۷۵ نفر جمعیت دارد.